# Ellend
Ellend là một thị trấn thuộc hạt Baranya, Hungary. Thị trấn này có diện tích 7,99 km², dân số năm 2010 là 228 người, mật độ 29 người/km².